# Dureno
Dureno ist eine Ortschaft und eine Parroquia rural („ländliches Kirchspiel“) im Kanton Lago Agrio der ecuadorianischen Provinz Sucumbíos. Die Parroquia besitzt eine Fläche von 248,8 km². Die Einwohnerzahl lag beim Zensus im Jahr 2010 bei 2756.

## Lage
Die Parroquia Dureno liegt im Amazonastiefland westlich der Provinzhauptstadt Nueva Loja. Der Río Aguarico durchquert den Norden der Parroquia in östlicher Richtung. Der Río Eno, ein rechter Nebenfluss des Río Aguarico begrenzt das Areal im Süden. Der 263 m hoch gelegene Hauptort Dureno befindet sich unweit vom Nordufer des Río Aguarico an der Fernstraße E10 (Nuevo Loja–Puerto El Carmen de Putumayo) 23 km östlich der Provinzhauptstadt Nueva Loja.
Die Parroquia Dureno grenzt im Norden an die Parroquia General Farfán, im nördlichen Osten an die Parroquia Pacayacu, im südlichen Osten und im Süden an die Parroquia Shushufindi (Kanton Shushufindi), im äußersten Südwesten an die Parroquia Siete de Julio (ebenfalls im Kanton Shushufindi), im Westen an die Parroquia El Eno sowie im äußersten Nordwesten an die Parroquia Nueva Loja.

## Orte und Siedlungen
Der Hauptort (cabecera parroquial) ist in 3 Barrios gegliedert: Barrio Principal, Central und El Jardín. Ferner befinden sich in der Parroquia die Cooperativas 24 de Mayo und Dos Ríos sowie die Pre-Cooperativas Echandía, Flor de los Ríos, La Belleza, la Delicia, Primavera, Primero de Mayo, San Francisco, Santa Teresita, Sol Naciente, Tierras Ecuatorianas und Vencedores. Des Weiteren gibt es die Comunidades 12 de Octubre I, 12 de Octubre II, Campo Bello I, Campo Bello II, Nueva Fortuna, Puerto Libre – Antizana, San José de los Andes, Santa Anita und Sol Naciente.

## Geschichte
Die Parroquia Dureno wurde am 30. April 1969 gegründet. Anfangs war der Verwaltungssitz am Südufer des Río Aguarico, wo sich heute die Comunidad Cofán Dureno befindet. Am 13. Oktober 1983 wurde der Verwaltungssitz an seine heutige Stelle am gegenüberliegenden nördlichen Flussufer verlegt.